# Château de Cravant
Le château de Cravant ou Vieux Château est un ancien château situé sur la commune française de Cravant-les-Côteaux, dans le département d'Indre-et-Loire, en région centre-Val-de-Loire.

## Localisation
Le château de Cravant est situé sur la rive droite de la vallée du ruisseau de Saint-Mexme qui coule du nord au sud et qui dessert l'ancien bourg de Cravant-les-Côteaux, un kilomètre au nord du centre-ville moderne. Il est bâti à une altitude d'environ 95 m, au niveau de la rupture de pente de la vallée.

## Historique
L'existence d'une seigneurie à Cravant est attestée en 1045 et la liste de ses seigneurs successifs est presque complète jusqu'à la Révolution française,.
Le château de Cravant occupe l'emplacement d'un ancien château fort datable du XIIIe siècle dont quelques éléments sont intégrés à une reconstruction au XVe siècle. Un siècle plus tard, alors que les bâtiments sont très largement ruinés, une aile est ajoutée au corps de logis par le nouveau propriétaire et, au XVIIe siècle, c'est un bâtiment indépendant qui est édifié. Réduit à l'état de simple ferme à la Révolution française, le château est vendu comme bien national en 1796. Le bien demeure dans la famille de l'acheteur jusqu'en 1937.
L'arrêté du 11 juillet 1945 inscrit le château de Cravant comme monument historique. Malgré plusieurs rachats et tentatives de restauration au XXe siècle, le château est abandonné et en mauvais état.

## Description
Une grande partie des bâtiments du château est détruite. le corps de logis principal, orienté nord-sud, subsiste. Il est flanqué au nord d'une tour d'escalier sur plan carré. une autre tour, formant éperon, est plaqué contre la façade occidentale. Ces différents bâtiments, en pierre de taille et moellons, sont percés de meurtrières et de canonnières. D'autres constructions, au nord du site, sont en ruine dont, au nord-est, la base d'une casemate reliée à des souterrains
Le sommet de la tour carrée est arasé au niveau des mâchicoulis qui supportent une toiture à quatre pans en ardoise.
Il ne reste de l'enceinte quadrangulaire qui protégeait le château et des douves qui l'entouraient que le portail, ouvert à l'est. Il se compose d'une porte charretière voisine d'une porte piétonne, toutes deux en plein cintre. Le pont levis permettant de franchir les douves a disparu.

## Pour en savoir plus